# Muraptal
Muraptal (en rus: Мураптал) és un poble de Baixkíria, a Rússia, que en el cens del 2010 tenia 41 habitants. Pertany al districte de Iermolàievo.